# Эгеда
Эгеда — село в Гунибском районе Дагестана. Входит в состав Тлогобского сельсовета.

## География
Село расположено на берегу реки Кудиябор, на расстоянии 10 км к северо-западу от села Гуниб, административного центра района.

## Население
| 1926 | 1939 | 1970 | 1989 | 2002 | 2010 | 2021 |
| ---- | ---- | ---- | ---- | ---- | ---- | ---- |
| 33   | ↘26  | ↗38  | ↗45  | ↗79  | ↘60  | ↗101 |